# ديف ويلان
ديف ويلان (بالإنجليزية: Dave Whelan)‏ (24 نوفمبر 1936 في المملكة المتحدة - ) هو لاعب كرة قدم بريطاني في مركز الظهير. لعب مع بلاكبيرن روفرز ونادي كرو ألكساندرا.

## وصلات خارجية
- ديف ويلان على موقع قاعدة بيانات كرة القدم.إي يو (الإنجليزية)